# 三帶波魚
三帶波魚（学名：Rasbora trifasciata）為輻鰭魚綱鯉形目鯉科的一個種，其种加词“trifasciata”意为“三带的”。分布於亞洲婆羅洲，體長可達5.9公分，棲息在中底層水域。